# Чёрный рейхсвер
Чёрный рейхсвер (нем. Schwarze Reichswehr) — нелегальная военизированная организация, созданная в Веймарской республике в попытке обойти навязанный Версальским договором 100-тысячный лимит сухопутных войск рейхсвера.
В более узком смысле Чёрным рейхсвером считались только так называемые рабочие команды майора Бруно Бухрукера, которые нелегально существовали при командовании  военного округа III с начала боёв c поляками немецких фрайкоров в Верхней Силезии весной 1921 года. Чёрный рейхсвер был призван бороться как с «внутренним врагом», так и быть готовым вместе с рейхсвером к борьбе с внешними врагами. С 1923 года на фоне Рурского конфликта он усиленно готовился к войне против Франции. Генералы рейхсвера и министр обороны Отто Гесслер упорно отрицали его существование.

## Подоплёка
По Версальскому договору будущая численность сухопутных войск Германии была установлена на уровне 100 тыс. человек с ограниченным вооружением. Одновременно за этим процессом разоружения должна была следить Межсоюзническая военная контрольная комиссия. Однако рейхсвер с самого начала игнорировал это положение Версальского договора и спрятал избыточные запасы оружия, боеприпасов и снаряжения, которые в больших количествах сохранились после войны. Контроль над этим оружейным потенциалом превратил рейхсвер, во многом враждебный новой республике, в ключевой фактор силы в ещё неокрепшей демократии веймарской эпохи. Во многих случаях даже контрольная комиссия закрывала глаза на незаконные махинации рейхсвера. Державы-победительницы надеялись, что это укрепит консервативные силы в Германии против социалистических и коммунистических настроений, поскольку они уже нашли выражение в Ноябрьской революции и других волнениях.

## Деятельность Чёрного рейхсвера
Рейхсвер не только поддерживал незаконные организации деньгами, оружием, боеприпасами и оборудованием, но также предоставлял инструкторов и учебные помещения.
Было известно, что Чёрный рейхсвер возглавлял начальник штаба 3-й дивизии в Берлине подполковник Федор фон Бок. За практическую организацию так называемых рабочих команд отвечали майор Бухрукер и лейтенант Пауль Шульц. Войска Чёрного рейхсвера, сосредоточенные в районе Кюстрина, получали финансовую поддержку от крупных землевладельцев, в частности от Бранденбургского союза родины.
О существовании Чёрного рейхсвера, численность которого, по словам майора Бухрукера, составляла 18 тыс. человек только в военном округе III (Берлин), немецкая общественность узнала после провала Кюстринского путча 1 октября 1923 года и в ходе судебных процессов над участниками расправ по приговору тайных судилищ.
Что касается социальной структуры отдельных членов Чёрного рейхсвера, то большинство солдат были выходцами из рабочей среды, а бывшие офицеры времен Первой мировой войны играли в нём руководящую роль. Чёрный рейхсвер взял своё начало во фрайкорах, вобрав в себя идейные течения этих добровольческих организаций. Он был обусловлен различными событиями и, таким образом, содержал идеологические признаки морской бригады Эрхардта, путчистов Каппа, боевой организации Росбаха, а также национал-социалистов. Отсюда видно, что Чёрный рейхсвер воспринял большое количество правых экстремистских идей и поэтому считается «идеальной формой правой экстремистской организации». Многие его члены позже перешли в НСДАП и СА и даже заняли там руководящие должности. Вот почему Чёрный рейхсвер можно охарактеризовать как «одну из самых важных организаций-предшественниц национал-социализма в Северной Германии».